# František Štěpán
František Štěpán (Kročehlavy, 2 agosto 1920 – 12 febbraio 2007) è stato un calciatore cecoslovacco, di ruolo difensore.

## Carriera

### Club
Nel 1948 vinse il campionato con la Dynamo Slavia Praga.

### Nazionale
Il 22 maggio 1949 debutta in Cecoslovacchia-Romania (3-2).